# Black Box Teater
För andra betydelser, se Black box (olika betydelser).
Black Box Teater är en teaterscen i Oslo, Norge,  inriktad på  samtidsorienterad scenkonst. Den startade 985. Scenen låg till 2003 på Aker Brygge i centrala Oslo. I februari 2008 öppnade teatern nya lokaler på Marstrandgata i nordöstra delen av Oslos innerstad.
Den första uppsättningen vid öppnandet   1985  var ett sex veckors gästspel från  Skånska Teatern i Landskrona med  Oda!- Saatans kvinna!!, en pjäs om Oda Krohg, av den svenske dramatikern Dag Norgård, som också var regissör, och med Chatarina Larsson i titelrollen. Det första tv-program som spelades in på Black Box var Diskutabelt med Robert Aschberg, 1989.